# 惡魔召喚師 葛葉雷道 對 亞巴頓王
《惡魔召喚師 葛葉雷道 對 亞巴頓王》是Atlus於2008年10月23日發售的PlayStation 2角色扮演遊戲。《女神轉生系列》中，《惡魔召喚師系列》的第4作，《惡魔召喚師 葛葉雷道 對 超力兵團》的續作。

## 登場人物
主角（Protagonist）
繼承「第十四代 葛葉雷道（Raidō Kuzunoha the XIV）」之名的少年，肩負起守護帝都重任的惡魔召喚師。
鳴海偵探社的見習偵探。
業斗童子
簡稱「業斗」。
鳴海昌平
偵探，鳴海偵探社的所長，葛葉雷道的上司。

## 出版書籍

### 漫畫版
- 《惡魔召喚師 葛葉雷道 對 孤獨旅人》

## 外部連結
- （日語）《惡魔召喚師 葛葉雷道 對 亞巴頓王》官方網站 （页面存档备份，存于）